# Lizkî, Kaniv
Lizkî (în ucraineană Лізки) este un sat în comuna Berkozivka din raionul Kaniv, regiunea Cerkasî, Ucraina.

## Demografie
Componența lingvistică a localității Lizkî
     Ucraineană (100%)
Conform recensământului din 2001, toată populația localității Lizkî era vorbitoare de ucraineană (100%).